# Máximo Venegas Sepúlveda
Máximo Venegas Sepúlveda; (Tocopilla, 17 de enero de 1897 - Santiago, 10 de octubre de 1963). Político, periodista y parlamentario chileno. Hijo de Máximo Venegas y Amelia Sepúlveda. Casado en primeras nupcias, el 20 de diciembre de 1928, con Elisa del Rosario Espinoza Jara. Se casó en una segunda ocasión, el 19 de enero de 1944, con María Salazar Peña.
Estudió en la Escuela de Tocopilla. Se dedicó al periodismo, fue director del diario “El Proletario” y las revistas “La voz de la juventud” y “Metralla” (1920-1929).
En la administración pública, fue Regidor y Alcalde de la Municipalidad de Tocopilla, en diversos períodos durante la década de 1920. Además, fue comisario general de subsistencia y precios (1938).
Militó en el Partido Democrático, fue presidente y vicepresidente de dicha colectividad. Fundador de la Juventud Democrática en Santiago. Fue elegido elector de Presidente en 1920.
Senador suplente por la 4ª agrupación provincial de Santiago (1940-1941) en reemplazo de Juan Pradenas Muñoz, quien asumió como Ministro de Estado.
Diputado por Antofagasta, Taltal y Tocopilla (1941-1945). Miembro de la Comisión de Trabajo y Legislación Social. 
Fundador del Partido Demócrata Nacionalista, con elementos descontentos del Partido Progresista Nacional y el Liberal Progresista. Sus militantes se reunieron en torno a la idea de la implementación de un régimen auténticamente democrático, que garantice la libertad de los ciudadanos, además de una fuerte concepción de nacionalidad y territorialidad, promoviendo la defensa de las fronteras del país.
En 1947 se presentó a la elección complementaria para reemplazar al diputado radical Fernando Cisternas Ortíz, quien asumió una misión diplomática, por la misma agrupación departamental, pero fue vencido por el radical, aunque con apoyo comunista, José Avilés Avilés con 7.377 votos, seguido de Humberto Rojas, apoyado oficialmente por el radicalismo, con 3.744. Venegas obtuvo el tercer lugar. Entonces fue nombrado Intendente de Arauco (1947-1948). 
Diputado en propiedad (1949-1953) por a agrupación de Antofagasta, Taltal y Tocopilla. Integró en este período la comisión de Constitución, Legislación y Justicia.
Fue el primer secretario del Sindicato Marítimo de la Federación Obrera de Chile. Fundador en Tocopilla de la Cruz Roja, del Club de Tiro al Blanco “Carlos Condell”, de la Brigada de Boy Scouts “Alcibíades Vicencio” y del Centro Democrático “Manuel J. O’Ryan”. Condecorado por el Gobierno de Cuba.